# Erik Enqvist
Erik Enqvist är en svensk operasångare (tenor).
Enqvist är utbildad vid Guildhall School of Music and Drama i London. Han debuterade vid Internationella Vadstena-Akademien 2005. Han har haft ett flertal engagemang vid Göteborgsoperan och framfört roller som Don Curzio i Figaros Bröllop, Pedrillo i Enleveringen ur seraljen och Alfred i Läderlappen. Han har även varit verksam i Köpenhamn, London, Hamburg och Berlin.